# Jack Carlson
Pour les articles homonymes, voir Carlson.
Jack Anthony Carlson (né le 23 août 1954 à Virginia dans le Minnesota, États-Unis) est un joueur professionnel américain de hockey sur glace.

## Carrière en club
Il fut autant repêché par une équipe de l'Association mondiale de hockey et par une de la Ligue nationale de hockey. Côté AMH, il le fut par le Fighting Saints du Minnesota en 1974, en 7e round, 117e au total, côté LNH, il fut un choix des Red Wings de Détroit la même année. Tout comme ses frères, Jeff et Steve Carlson, il commença sa carrière professionnelle avec les Jets de Johnstown dans la NAHL. Par contre, il ne termina pas la saison avec cette équipe. Il se joint aux Fighting Saints du Minnesota de l'Association mondiale de hockey. Il joua pour deux autres équipes dans l'AMH, soit les Oilers d'Edmonton et les Whalers de la Nouvelle-Angleterre. Lors de la saison 1978-1979, il quitta les Whalers pour se joindre aux North Stars du Minnesota dans la Ligue nationale de hockey. Le 4 avril 1979, il se blessa sérieusement au dos. Cette blessure l'empêcha de revenir au jeu pour la saison suivante. Il revint donc en 1980, toujours avec les North Stars. Il a été échangé aux Blues de Saint-Louis avant le début de la saison 1982-1983 où il joua deux saisons. Trente mois après avoir quitté le hockey professionnel, il tenta un retour avec les North Stars où il ne joua que huit parties avant de se retirer pour de bon.
Fait à noter, il était censé être le 3e « Frère Hanson » dans le célèbre film La Castagne (Slap Shot) de George Roy Hill (1977) avec ses deux frère Jeff et Steve, mais les Fighting Saints du Minnesota eurent besoin de son aide, ce qui l'empêcha de se rendre à temps pour le début du tournage. Il a été remplacé par son coéquipier chez les Jets de Johnstown, David Hanson.

## Statistiques
Pour les significations des abréviations, voir Statistiques du hockey sur glace.
| Saison     | Équipe                            | Ligue      |     | Saison régulière | Saison régulière | Saison régulière | Saison régulière | Saison régulière |   | Séries éliminatoires | Séries éliminatoires | Séries éliminatoires | Séries éliminatoires | Séries éliminatoires |
| Saison     | Équipe                            | Ligue      | PJ  | B                | A                | Pts              | Pun              | PJ               | B | A                    | Pts                  | Pun                  |                      |                      |
| 1973-1974  | Iron Rangers de Marquette         | USHL       | 55  | 42               | 30               | 72               | 175              | -                | - | -                    | -                    | -                    |                      |                      |
| 1974-1975  | Jets de Johnstown                 | NAHL       | 50  | 27               | 22               | 49               | 246              | -                | - | -                    | -                    | -                    |                      |                      |
| 1974-1975  | Fighting Saints du Minnesota      | AMH        | 32  | 5                | 5                | 10               | 85               | 10               | 1 | 2                    | 3                    | 41                   |                      |                      |
| 1975-1976  | Fighting Saints du Minnesota      | AMH        | 58  | 8                | 10               | 18               | 189              | -                | - | -                    | -                    | -                    |                      |                      |
| 1975-1976  | Oilers d'Edmonton                 | AMH        | 10  | 1                | 1                | 2                | 31               | 4                | 0 | 0                    | 0                    | 4                    |                      |                      |
| 1976-1977  | Fighting Saints du Minnesota      | AMH        | 36  | 4                | 3                | 7                | 55               | -                | - | -                    | -                    | -                    |                      |                      |
| 1976-1977  | Whalers de la Nouvelle-Angleterre | AMH        | 35  | 7                | 5                | 12               | 81               | 5                | 1 | 1                    | 2                    | 9                    |                      |                      |
| 1977-1978  | Whalers de la Nouvelle-Angleterre | AMH        | 67  | 9                | 20               | 29               | 192              | 9                | 1 | 1                    | 2                    | 14                   |                      |                      |
| 1978-1979  | Whalers de la Nouvelle-Angleterre | AMH        | 34  | 2                | 7                | 9                | 61               | -                | - | -                    | -                    | -                    |                      |                      |
| 1978-1979  | North Stars du Minnesota          | LNH        | 16  | 3                | 0                | 3                | 40               | -                | - | -                    | -                    | -                    |                      |                      |
| 1980-1981  | North Stars du Minnesota          | LNH        | 43  | 7                | 2                | 9                | 108              | 15               | 1 | 2                    | 3                    | 50                   |                      |                      |
| 1981-1982  | North Stars du Minnesota          | LNH        | 57  | 8                | 14               | 12               | 103              | 1                | 0 | 0                    | 0                    | 15                   |                      |                      |
| 1982-1983  | Blues de Saint-Louis              | LNH        | 54  | 6                | 1                | 7                | 58               | 4                | 0 | 0                    | 0                    | 5                    |                      |                      |
| 1983-1984  | Blues de Saint-Louis              | LNH        | 58  | 6                | 8                | 14               | 95               | 5                | 0 | 0                    | 0                    | 2                    |                      |                      |
| 1986-1987  | North Stars du Minnesota          | LNH        | 8   | 0                | 0                | 0                | 13               | -                | - | -                    | -                    | -                    |                      |                      |
| Totaux AMH | Totaux AMH                        | Totaux AMH | 272 | 36               | 51               | 87               | 694              | 28               | 3 | 4                    | 7                    | 68                   |                      |                      |
| Totaux LNH | Totaux LNH                        | Totaux LNH | 236 | 30               | 15               | 45               | 417              | 25               | 1 | 2                    | 3                    | 72                   |                      |                      |

## Parenté dans le sport
- Frère des joueurs Jeff Carlson et Steve Carlson.